# Jarantowice (powiat wąbrzeski)
Jarantowice (niem. Arnoldsdorf) – wieś w Polsce położona w województwie kujawsko-pomorskim, w powiecie wąbrzeskim, w gminie Ryńsk.
Siedziba sołectwa.
W latach 1954–1961 wieś należała i była siedzibą władz gromady Jarantowice, po jej zniesieniu w gromadzie Wąbrzeźno. Według podziału administracyjnego Polski obowiązującego w latach 1975–1998, miejscowość należała do województwa toruńskiego. Według Narodowego Spisu Powszechnego (III 2011 r.) liczyła 656 mieszkańców. Jest trzecią co do wielkości miejscowością gminy Ryńsk.

## Zabytki
- drewniany kościół z XVIII wieku, pw. św. Maksymiliana Kolbego (dawniej protestancki, obecnie katolicki) z dwuspadowym dachem krytym strzechą; wewnątrz sklepienie kolebkowe[5]. W Jarantowicach znajdują się też dwa niewykorzystywane już cmentarze ewangelickie z XVIII wieku[6].